# 윌리엄 크랜치 본드

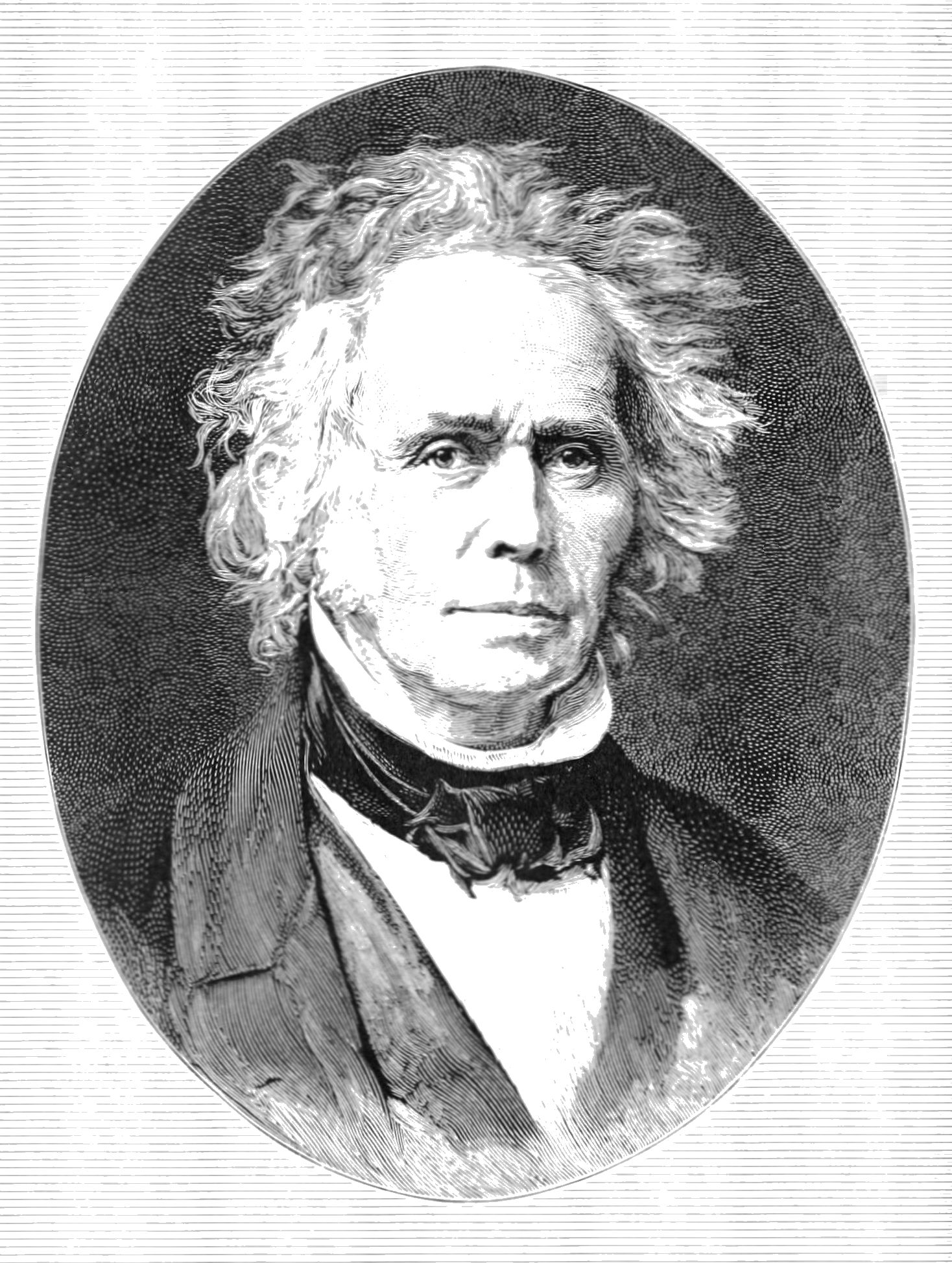

윌리엄 크랜치 본드(William Cranch Bond, 1789년 9월 9일 ~ 1859년 1월 29일)는 미국의 천문학자이자 하버드 대학교 천문대의 초대 소장이었다.

## 성장
윌리엄 크랜치 본드는 1789년 9월 9일 메인주 팰머스(포틀랜드 근처)에서 태어났다. 그가 어렸을 때 그의 아버지 윌리엄 본드는 실패한 사업 벤처 이후 시계 제작자로 자리 잡았다. W. C. 본드는 아버지의 교육을 받고 공학에 대한 열정의 도움을 받아 15세에 첫 번째 시계를 만들었다. 그는 결국 아버지의 사업을 물려받아 스스로 전문 시계 제작자가 되었다. 윌리엄 본드 시계 가게는 1970년대까지 보스턴의 9 파크 스트리트에 존재했다.